# Liste der japanischen Militärflugzeuge nach Nummern und Herstellern
Im Zweiten Weltkrieg wurden auf japanischer Seite verschiedene Flugzeugtypen eingesetzt. Diese sind hier aufgelistet.

## Kaiserlich Japanische Heeresluftstreitkräfte
| Nummer | Hersteller | Name        | US-Code           | Bemerkung                                                                                  |
| ------ | ---------- | ----------- | ----------------- | ------------------------------------------------------------------------------------------ |
| Ki-1   | Mitsubishi |             |                   | 2mot schwerer Bomber                                                                       |
| Ki-2   | Mitsubishi |             | Louise/Loise      | 2mot leichter Bomber                                                                       |
| Ki-3   | Kawasaki   |             |                   | Leichter Bomber                                                                            |
| Ki-4   | Nakajima   |             |                   | Aufklärer                                                                                  |
| Ki-5   | Kawasaki   |             |                   | Jäger                                                                                      |
| Ki-6   | Nakajima   |             |                   | Trainer                                                                                    |
| Ki-7   | Mitsubishi |             |                   | Trainer                                                                                    |
| Ki-8   | Nakajima   |             |                   | Jäger                                                                                      |
| Ki-8   | Kokusai    |             | Gander bzw. Goose | Lastensegler                                                                               |
| Ki-9   | Tachikawa  |             | Spruce            | Trainer                                                                                    |
| Ki-10  | Kawasaki   |             | Perry             | Jäger                                                                                      |
| Ki-11  | Nakajima   |             |                   | Jäger                                                                                      |
| Ki-12  | Nakajima   |             |                   | Jäger                                                                                      |
| Ki-13  | Nakajima   |             |                   | Verbindungsflugzeug                                                                        |
| Ki-14  | Mitsubishi |             |                   | Verbindungsflugzeug                                                                        |
| Ki-15  | Mitsubishi | Karigane    | Babs              | Aufklärer                                                                                  |
| Ki-16  | Nakajima   |             |                   | Transporter                                                                                |
| Ki-17  | Tachikawa  |             | Cedar             | Trainer                                                                                    |
| Ki-18  | Mitsubishi |             |                   | Jäger                                                                                      |
| Ki-19  | Nakajima   |             |                   | Schwerer Bomber                                                                            |
| Ki-20  | Mitsubishi |             |                   | schwerer Bomber. Lizenzbau der Junkers G 38                                                |
| Ki-21  | Mitsubishi |             | Sally/Gwen/Jane   | schwerer Bomber                                                                            |
| Ki-22  | Kawasaki   |             |                   | schwerer Bomber                                                                            |
| Ki-23  | Fukuda     |             |                   | Segeltrainer                                                                               |
| Ki-24  | Tachikawa  |             |                   | Gleiter                                                                                    |
| Ki-25  | Tachikawa  |             |                   | Gleiter                                                                                    |
| Ki-26  | Tachikawa  |             |                   | Gleiter                                                                                    |
| Ki-27  | Nakajima   | Setsu, Otsu | Nate/Abdul        | Jäger                                                                                      |
| Ki-28  | Kawasaki   |             | Bob               | Jäger                                                                                      |
| Ki-29  | Tachikawa  |             |                   | leichter Bomber                                                                            |
| Ki-30  | Mitsubishi |             | Ann               | leichter Bomber                                                                            |
| Ki-31  | Nakajima   |             |                   | leichter Bomber                                                                            |
| Ki-32  | Kawasaki   |             | Mary              | leichter Bomber                                                                            |
| Ki-33  | Mitsubishi |             | Tina              | Jäger                                                                                      |
| Ki-34  | Nakajima   |             | Thora             | Transport                                                                                  |
| Ki-35  | Mitsubishi |             |                   | Verbindungsflugzeug                                                                        |
| Ki-36  | Tachikawa  |             | Ida               | Verbindungsflugzeug                                                                        |
| Ki-37  | Nakajima   |             |                   | 2mot Jäger                                                                                 |
| Ki-38  | Kawasaki   |             |                   | 2mot Jäger                                                                                 |
| Ki-39  | Mitsubishi |             |                   | 2mot Jäger                                                                                 |
| Ki-40  | Mitsubishi |             |                   | Aufklärer                                                                                  |
| Ki-41  | Nakajima   |             |                   | Transporter                                                                                |
| Ki-42  | Mitsubishi |             |                   | Bomber                                                                                     |
| Ki-43  | Nakajima   | Hayabusa    | Oscar/Jim         | Jäger                                                                                      |
| Ki-44  | Nakajima   | Shoki       | Tojo              | Jäger                                                                                      |
| Ki-45  | Kawasaki   | Toryu       | Nick              | Jäger                                                                                      |
| Ki-46  | Mitsubishi |             | Dinah             | Mehrzweck                                                                                  |
| Ki-47  | Mitsubishi |             |                   | leichter Bomber                                                                            |
| Ki-48  | Kawasaki   |             | Lily              | leichter Bomber                                                                            |
| Ki-49  | Nakajima   | Donryu      | Helen             | schwerer Bomber                                                                            |
| Ki-50  | Mitsubishi |             |                   | schwerer Bomber                                                                            |
| Ki-51  | Mitsubishi |             | Sonia             | Schlachtflugzeug                                                                           |
| Ki-52  | Nakajima   |             |                   | Sturzkampfbomber                                                                           |
| Ki-53  | Nakajima   |             |                   | 2mot Jäger                                                                                 |
| Ki-54  | Tachikawa  |             | Hickory           | Trainer/Transporter                                                                        |
| Ki-55  | Tachikawa  |             | Ida               | trainer                                                                                    |
| Ki-56  | Kawasaki   |             | Thalia            | Transporter                                                                                |
| Ki-57  | Mitsubishi |             | Topsy             | Transporter                                                                                |
| Ki-58  | Nakajima   |             |                   | Geleitjäger                                                                                |
| Ki-59  | Kokusai    |             | Theresa           | Transporter (Kokusai fusioniert mit Nippon Koku Kogyo Kabushiki Kaisha)                    |
| Ki-60  | Kawasaki   |             |                   | Jäger                                                                                      |
| Ki-61  | Kawasaki   | Hien        | Tony              | Jäger                                                                                      |
| Ki-62  | Nakajima   |             |                   | Jäger                                                                                      |
| Ki-63  | Nakajima   |             |                   | Jäger                                                                                      |
| Ki-64  | Kawasaki   |             | Rob               | Jäger                                                                                      |
| Ki-66  | Kawasaki   |             |                   | Sturzkampfbomber                                                                           |
| Ki-67  | Mitsubishi | Hiryu       | Peggy             | schwerer Bomber                                                                            |
| Ki-68  | Nakajima   |             |                   | Langstrecken-Bomber                                                                        |
| Ki-69  | Nakajima   |             |                   | Langstrecken-Jäger                                                                         |
| Ki-70  | Tachikawa  |             | Clara             | Aufklärer                                                                                  |
| Ki-71  | Manshu     |             | Edna              | Aufklärer/Schlachtflugzeug (Manshūkoku Hikōki war Tochter von Nakajima in der Mandschurei) |
| Ki-72  | Tachikawa  |             |                   | Verbindungsflugzeug                                                                        |
| Ki-73  | Mitsubishi |             | Steve             | Jäger                                                                                      |
| Ki-74  | Tachikawa  |             | Patsy/Pat         | Langstrecken-Bomber                                                                        |
| Ki-75  | Nakajima   |             |                   | Nachtjäger                                                                                 |
| Ki-76  | Kokusai    |             | Stella            | Verbindungsflugzeug                                                                        |
| Ki-77  | Tachikawa  |             |                   | Forschungsflugzeug                                                                         |
| Ki-78  | Kawasaki   |             |                   | Forschungsflugzeug                                                                         |
| Ki-79  | Manshu     |             |                   | Trainer, Variante der Ki-27                                                                |
| Ki-80  | Nakajima   |             |                   | schwerer Jäger                                                                             |
| Ki-81  | Kawasaki   |             |                   | schwerer Jäger                                                                             |
| Ki-82  | Mitsubishi |             |                   | Langstrecken-Jäger                                                                         |
| Ki-83  | Mitsubishi |             |                   | Langstrecken-Jäger                                                                         |
| Ki-84  | Nakajima   | Hayate      | Frank             | Jäger                                                                                      |
| Ki-85  | Kawasaki   |             |                   | Langstrecken-Bomber                                                                        |
| Ki-86  | Nokusai    |             | Cypress           | Trainer, Exportvariante der Bü 131                                                         |
| Ki-87  | Nakajima   |             |                   | Jäger                                                                                      |
| Ki-88  | Kawasaki   |             |                   | Jäger                                                                                      |
| Ki-89  | Kawasaki   |             |                   | Forschungsflugzeug                                                                         |
| Ki-90  | Mitsubishi |             |                   | Bomber                                                                                     |
| Ki-91  | Kawasaki   |             |                   | Bomber                                                                                     |
| Ki-92  | Tachikawa  |             |                   | Transporter                                                                                |
| Ki-93  | Rikugun    |             |                   | schwerer Jäger and Schlachtflugzeug                                                        |
| Ki-94  | Tachikawa  |             |                   | Jäger                                                                                      |
| Ki-95  | Mitsubishi |             |                   | Verbindungsflugzeug                                                                        |
| Ki-96  | Kawasaki   |             |                   | 2mot Jäger                                                                                 |
| Ki-97  | Mitsubishi |             |                   | Transporter                                                                                |
| Ki-98  | Manshu     |             |                   | schwerer Jäger and Schlachtflugzeug                                                        |
| Ki-99  | Mitsubishi |             |                   | Jäger                                                                                      |
| Ki-100 | Kawasaki   | Goshiki     |                   | Jäger                                                                                      |
| Ki-101 | Nakajima   |             |                   | Nachtjäger                                                                                 |
| Ki-102 | Kawasaki   |             | Randy             | Mehrzweck                                                                                  |
| Ki-103 | Mitsubishi |             |                   | Jäger                                                                                      |
| Ki-104 | Mitsubishi |             |                   | Jäger                                                                                      |
| Ki-105 | Kokusai    | Ohtori      | Buzzard           | Transport                                                                                  |
| Ki-106 | Tachikawa  |             |                   | Jäger, aus Holz gebaute Ki-84                                                              |
| Ki-107 | Tokyo Koku |             |                   | Trainer                                                                                    |
| Ki-108 | Kawasaki   |             |                   | Jäger                                                                                      |
| Ki-109 | Mitsubishi |             | Peggy             | Abfangjäger                                                                                |
| Ki-110 | Tachikawa  |             |                   | Transport                                                                                  |
| Ki-111 | Tachikawa  |             |                   | Transport                                                                                  |
| Ki-112 | Mitsubishi |             |                   | schwerer Jäger                                                                             |
| Ki-113 | Nakajima   |             |                   | Jäger, Variante der Ki-84                                                                  |
| Ki-114 | Tachikawa  |             |                   | Transporter                                                                                |
| Ki-115 | Nakajima   | Tsurugi     |                   | Schlachtflugzeug                                                                           |
| Ki-116 | Manshu     |             |                   | Jäger, Variante der Ki-84                                                                  |
| Ki-117 | Nakajima   |             |                   | Jäger                                                                                      |
| Ki-118 | Nakajima   |             |                   | Jäger                                                                                      |
| Ki-119 | Kawasaki   |             |                   | leichter Bomber                                                                            |
| Ki-120 | ?          |             |                   | Transporter                                                                                |
| Ki-128 | ?          |             |                   |                                                                                            |
| Ki-147 | ?          |             |                   |                                                                                            |
| Ki-148 | Kawasaki   |             |                   | Lenkwaffe                                                                                  |
| Ki-167 | Mitsubishi |             |                   |                                                                                            |
| Ki-174 | Kawasaki   |             |                   | Schlachtflugzeug                                                                           |
| Ki-200 | Mitsubishi | Shusui      |                   | Raketen-Jäger (wie Me 163)                                                                 |
| Ki-201 | Nakajima   | Karyu       |                   | Jäger (ähnlich Me 262, aber größer)                                                        |
| Ki-202 | Rikugun    |             |                   | Raketenjäger                                                                               |
| Ki-230 | Nakajima   |             |                   | Schlachtflugzeug                                                                           |

## Kaiserlich Japanische Marineluftstreitkräfte
| Nummer   | Hersteller              | Name          | US-Code          | Bemerkung                                                     |
| -------- | ----------------------- | ------------- | ---------------- | ------------------------------------------------------------- |
| A1N      | Nakajima                |               |                  | Träger-Jäger                                                  |
| A2N      | Nakajima                |               |                  | Träger-Jäger                                                  |
| A3N      | Nakajima                |               |                  | Jagdtrainer                                                   |
| A4N      | Nakajima                |               |                  | Träger-Jäger                                                  |
| A5M      | Mitsubishi              | Kansen        | Claude           | Träger-Jäger                                                  |
| A6M      | Mitsubishi              | Reisen        | Zero, Zeke, Rufe | Träger-Jäger                                                  |
| A7M      | Mitsubishi              | Reppu         | Sam              | Träger-Jäger                                                  |
| A7He1    | Heinkel                 |               | Jerry            | Jäger                                                         |
| A8V1     | Seversky                |               | Dick             | Jäger (Seversky 2PA-B3)                                       |
| AXB1     | Boeing                  |               |                  | Träger-Jäger (Boeing 100)                                     |
| AXG1     | Canadian Car & Foundry  |               |                  | Träger-Jäger (Lizenz der kanadischen Lizenz der Grumman FF-1) |
| AXH1     | Hawker                  |               |                  | Träger-Jäger (Hawker Nimrod)                                  |
| AXHe1    | Heinkel                 |               |                  | Jäger (Heinkel He 100D-0)                                     |
| AXV1     | Vought                  |               |                  | Jäger (Vought V-143)                                          |
| B1M      | Mitsubishi              |               |                  | Träger-Bomber                                                 |
| B2M      | Mitsubishi              |               |                  | Träger-Bomber                                                 |
| B3Y      | Yokosuka                |               |                  | Träger-Bomber                                                 |
| B4N      | Nakajima                |               |                  | Träger-Bomber                                                 |
| B4Y      | Yokosuka                |               | Jean             | Träger-Bomber                                                 |
| B5M      | Mitsubishi              |               | Mabel            | Träger-Bomber                                                 |
| B5N      | Nakajima                | Kankoh        | Kate             | Träger-Bomber                                                 |
| B6N      | Nakajima                | Tenzan        | Jill             | Träger-Bomber                                                 |
| B7A      | Aichi                   | Ryusei        | Grace            | Träger-Bomber                                                 |
| C1M      | Mitsubishi              |               |                  | Träger-Aufklärer                                              |
| C2N      | Nakajima                |               |                  | Fokker Aufklärer                                              |
| C3N      | Nakajima                |               |                  | Träger-Aufklärer                                              |
| C4A      | Aichi                   |               |                  | Aufklärer                                                     |
| C5M      | Mitsubishi              |               | Babs             | Aufklärer                                                     |
| C6N      | Nakajima                | Saiun         | Myrt             | Aufklärer                                                     |
| D1A      | Aichi                   |               |                  | Träger-Bomber                                                 |
| D2A      | Aichi                   |               | Susie            | Träger-Bomber                                                 |
| D2N      | Nakajima                |               |                  | Träger-Bomber                                                 |
| D2Y      | Yokosuka                |               |                  | Träger-Bomber                                                 |
| D3A      | Aichi                   | Kanbaku       | Val              | Träger-Bomber                                                 |
| D3M      | Mitsubishi              |               |                  | Träger-Bomber                                                 |
| D3N      | Nakajima                |               |                  | Träger-Bomber                                                 |
| D3Y      | Yokosuka                | Myojo         |                  | Training Bomber                                               |
| D4Y      | Yokosuka                | Suisei        | Judy             | Mehrzweckflugzeug, entw. Auf Basis He 118.                    |
| D5Y      | Yokosuka                | Myojo Kai     |                  | Bomber                                                        |
| DXD1     | Douglas                 |               |                  | Bomber (Douglas DB-19)                                        |
| DXHe1    | Heinkel                 |               |                  | Bomber (Heinkel He 118V4)                                     |
| E1Y      | Yokosuka                |               |                  | Aufklärer                                                     |
| E2N      | Nakajima                |               | Bob              | Aufklärer                                                     |
| E3A      | Aichi                   |               |                  | Aufklärer                                                     |
| E4N      | Nakajima                |               |                  | Aufklärer                                                     |
| E5K      | Kawanishi               |               |                  | Aufklärer                                                     |
| E5Y      | Yokosuka                |               |                  | Aufklärer                                                     |
| E6Y      | Yokosuka                |               |                  | Aufklärer                                                     |
| E7K      | Kawanishi               |               | Alf              | Aufklärer                                                     |
| E8A      | Aichi                   |               |                  | Aufklärer                                                     |
| E8K      | Kawanishi               |               |                  | Aufklärer                                                     |
| E8N      | Nakajima                |               | Dave             | Aufklärer                                                     |
| E9W      | Watanabe                |               | Slim             | Aufklärer                                                     |
| E10A     | Aichi                   |               | Hank             | Aufklärer                                                     |
| E10K     | Kawanishi               |               |                  | Transporter/Seeflugzeug                                       |
| E11A     | Aichi                   |               | Laura            | Aufklärer                                                     |
| E11K     | Kawanishi               |               |                  | Transporter/Seeflugzeug                                       |
| E12A     | Aichi                   |               |                  | Aufklärer                                                     |
| E12K     | Kawanishi               |               |                  | Aufklärer                                                     |
| E12N     | Nakajima                |               |                  | Aufklärer                                                     |
| E13A     | Aichi                   |               | Jake             | Aufklärer                                                     |
| E13K     | Kawanishi               |               |                  | Aufklärer                                                     |
| E14W     | Watanabe                |               |                  | Aufklärer                                                     |
| E14Y     | Yokosuka                |               | Glen             | Aufklärer                                                     |
| E15K     | Kawanishi               | Shiun         | Norm             | Aufklärer                                                     |
| E16A     | Aichi                   | Zuiun         | Paul             | Aufklärer                                                     |
| F1A      | Aichi                   |               |                  | Aufklärer                                                     |
| F1K      | Kawanishi               |               |                  | Aufklärer                                                     |
| F1M      | Mitsubishi              |               | Pete             | Aufklärer                                                     |
| G1M      | Mitsubishi              |               |                  | Bomber                                                        |
| G2H      | Hiro                    |               |                  | Bomber                                                        |
| G3M      | Mitsubishi              | Chokou        | Nell             | Bomber                                                        |
| G4M      | Mitsubishi              | Hamaki        | Betty            | Bomber                                                        |
| G5N      | Nakajima                | Shinzan       | Liz              | Bomber                                                        |
| G6M      | Mitsubishi              |               | Betty            | Bomber                                                        |
| G7M      | Mitsubishi              | Taizan        |                  | Bomber                                                        |
| G8N      | Nakajima                | Renzan        | Rita             | Bomber                                                        |
| G9K      | Kawanishi               |               |                  | Bomber                                                        |
| G10N     | Nakajima                | Fugaku        |                  | Schwerer Bomber                                               |
| H1H      | Hiro                    |               |                  | Flugboot                                                      |
| H2H      | Hiro                    |               |                  | Flugboot                                                      |
| H3H      | Hiro                    |               |                  | Flugboot                                                      |
| H3K      | Kawanishi               |               | Belle            | Flugboot                                                      |
| H4H      | Hiro                    |               |                  | Flugboot                                                      |
| H5Y      | Yokosuka                |               | Cherry           | Flugboot                                                      |
| H6K      | Kawanishi               |               | Mavis            | Flugboot                                                      |
| H7Y      | Yokosuka                |               | Tillie           | Flugboot                                                      |
| H8K      | Kawanishi               |               | Emily            | Flugboot                                                      |
| H9A      | Aichi                   |               |                  | Flugboot                                                      |
| H10H     | Hiro                    |               |                  | Flugboot                                                      |
| H11K-L   | Kawanishi               | Soku          |                  | Flugboot                                                      |
| HXC      | Consolidated            |               |                  | Flugboot (Consolidated P2Y-1)                                 |
| HXD      | Douglas                 |               |                  | Flugboot (Douglas DF)                                         |
| J1N      | Nakajima                | Gekko         | Irving           | Abfangjäger                                                   |
| J2M      | Mitsubishi              | Raiden        | Jack             | Abfangjäger                                                   |
| J3K      | Kawanishi               |               |                  | Abfangjäger                                                   |
| J4M      | Mitsubishi              | Senden        | Luke             | Abfangjäger                                                   |
| J5N      | Nakajima                | Tenrai        |                  | Abfangjäger                                                   |
| J6K      | Kawanishi               | Jinpu         |                  | Abfangjäger                                                   |
| J7W      | Kyushu                  | Shinden       |                  | Abfangjäger                                                   |
| J8M      | Mitsubishi              | Shusui        |                  | Raketen-Abfangjäger ähnlich Me 163                            |
| J9Y?     | Nakajima                | Kikka         |                  | Jäger, Eigenentw.ähnlich Me 262                               |
| K1Y      | Yokosuka                |               |                  | Trainer                                                       |
| K2Y      | Yokosuka                |               |                  | Trainer                                                       |
| K3M      | Mitsubishi              |               | Pine             | Trainer                                                       |
| K4Y      | Yokosuka                |               |                  | Trainer                                                       |
| K5Y      | Yokosuka                |               | Willow           | Trainer                                                       |
| K6K      | Kawanishi               |               |                  | Trainer                                                       |
| K6M      | Mitsubishi              |               |                  | Trainer                                                       |
| K6W      | Watanabe                |               |                  | Trainer                                                       |
| K7M      | Mitsubishi              |               |                  | Trainer                                                       |
| K8K      | Kawanishi               |               |                  | Trainer                                                       |
| K8P      | Nihon                   |               |                  | Trainer                                                       |
| K8W      | Watanabe                |               |                  | Trainer                                                       |
| K9W      | Kyushu                  | Momiji        | Cypress          | Trainer                                                       |
| K10W     | Kyushu                  |               | Oak              | Trainer                                                       |
| K11W     | Kyushu                  | Shigariku     |                  | Trainer                                                       |
| KXA      | North American Aviation |               |                  | Trainer (North American NA-16)                                |
| KXBu1    | Bücker                  |               |                  | Trainer (Bu 131)                                              |
| KXC1     | Caudron                 |               |                  | Trainer (Caudron C-600)                                       |
| KXHe1    | Heinkel                 |               |                  | Trainer (Heinkel He 72)                                       |
| KXJ1     | Junkers                 |               |                  | Trainer (Junkers A 50)                                        |
| L1N      | Nakajima                |               | Thora            | Transporter                                                   |
| L2D      | Douglas                 |               | Tabby            | Transporter(Douglas DC-3)                                     |
| L3Y      | Yokosuka                |               | Tina             | Transporter                                                   |
| L4M      | Mitsubishi              |               | Topsy            | Transporter                                                   |
| L4M      | Mitsubishi              |               | Topsy            | Transporter                                                   |
| L5       | ?                       |               |                  | Transporter                                                   |
| L6       | ?                       |               |                  | Transporter                                                   |
| L7P      | Nihon                   |               |                  | Amphibientransporter                                          |
| LXC      | Curtiss-Wright          |               |                  | Amphibientransporter (Curtiss Courtney)                       |
| LXD      | Douglas                 |               |                  | Transporter(DC-4E)                                            |
| LXF      | Fairchild               |               |                  | Amphibientransporter (Fairchild A942)                         |
| LXHe1    | Heinkel                 |               |                  | Transporter(Heinkel He 70)                                    |
| LXK1     | Kinner                  |               |                  | Transporter                                                   |
| M6A      | Aichi                   | Seiran        |                  | Bomber                                                        |
| MXJ      | Nihon                   | Wakakusa      |                  | Gleiter                                                       |
| MXY1     | Yokosuka                |               |                  | Testflugzeug                                                  |
| MXY2     | Yokosuka                |               |                  | Testflugzeug                                                  |
| MXY3     | Yokosuka                |               |                  | Gleiter                                                       |
| MXY4     | Yokosuka                |               |                  | Gleiter                                                       |
| MXY5     | Yokosuka                |               |                  | Gleiter                                                       |
| MXY6     | Yokosuka                |               |                  | Gleiter                                                       |
| MXY7     | Yokosuka                | Ohka          | Baka             | Kamikaze                                                      |
| MXY8     | Yokosuka                | Akigusa       |                  | Gleiter/Trainer. Heeresbezeichnung Ku-13                      |
| MXY9     | Yokosuka                | Shuka         |                  | Trainer                                                       |
| MXY10    | Yokosuka                |               |                  | Scheinziel                                                    |
| MXY11    | Yokosuka                |               |                  | Scheinziel                                                    |
| N1K1(-J) | Kawanishi               | Kyofu, Shiden | Rex, George      | Jäger                                                         |
| P1Y      | Yokosuka                | Ginga         | Frances          | Bomber                                                        |
| Q1W      | Kyushu                  | Tokai         | Lorna            | Aufklärer                                                     |
| Q2M      | Mitsubishi              | Taiyo         |                  | Aufklärer                                                     |
| Q3W      | Kyushu                  | Nankai        |                  | Aufklärer                                                     |
| R1Y      | Yokosuka                | Seiun         |                  | Aufklärer                                                     |
| R2Y      | Yokosuka                | Keiun         |                  | Aufklärer                                                     |
| S1A      | Aichi                   | Denko         |                  | Nachtjäger                                                    |